# Caricatura

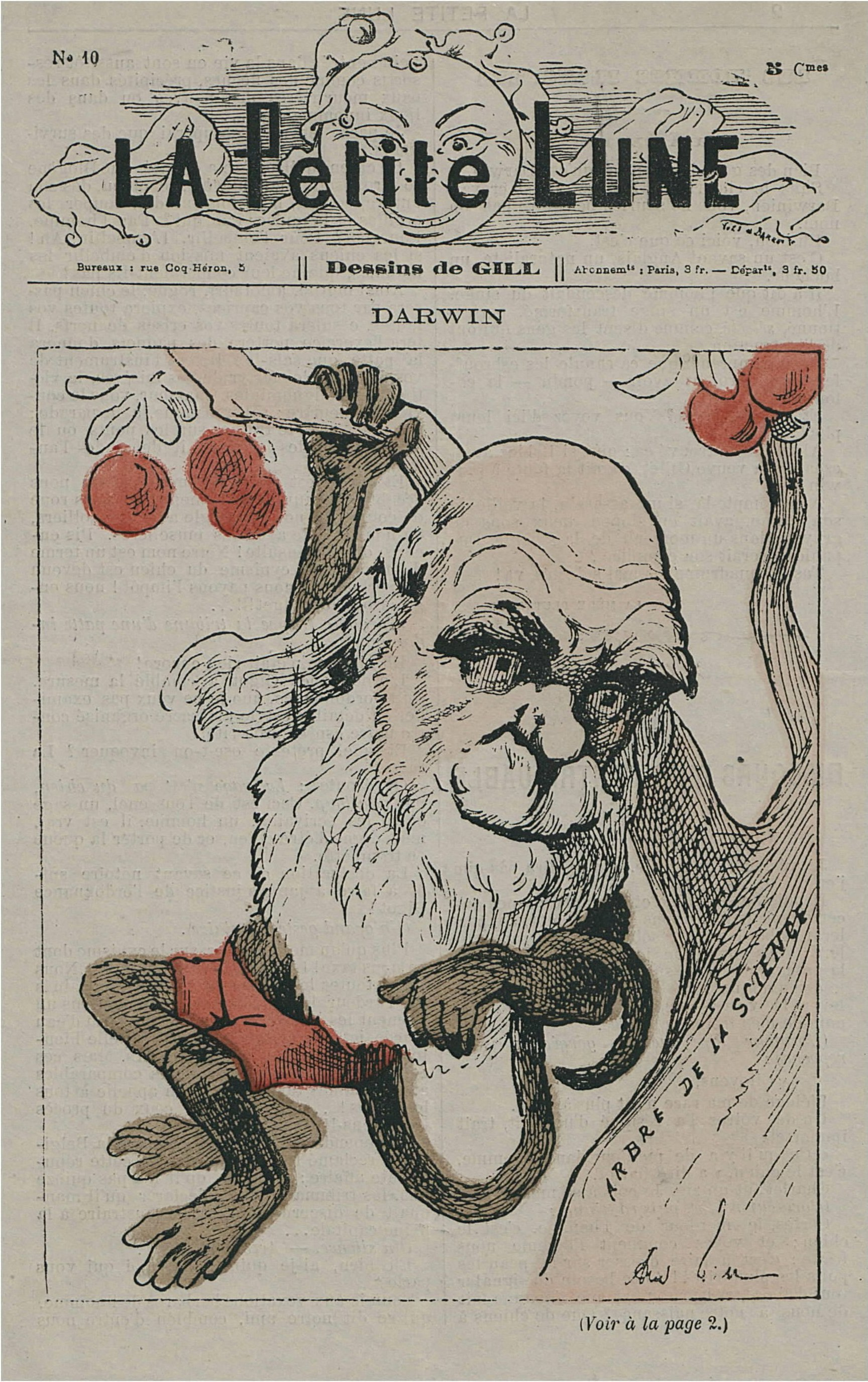
Caricatura di Charles Darwin incentrata sulla sua calvizie, la sua barba e baffi, oltre che sulla somiglianza con una scimmia, provocata dallo scalpore originato dalle sue teorie evoluzionistiche.

La caricatura è un disegno di solito a carattere umoristico o satirico che rappresenta una persona. Il disegno della caricatura, solitamente molto semplice ed essenziale, interpreta volutamente l'immagine della persona rappresentata, caricandone (da qui il termine) alcuni tratti caratteristici della fisionomia. Una caricatura cattura qualcosa di più della semplice somiglianza del soggetto e fa molto di più che esagerarne le caratteristiche: cattura parte della personalità, dell’atteggiamento e dell’essenza intangibile del soggetto; arriva dove un ritratto non può perché amplifica e accentua gli elementi che rendono unica una persona.
Le caricature possono essere corredate da scritte o da fumetti, diventando così fumetti che assumono un tono evidentemente canzonatorio o satirico.
La caricatura da taluni, viene addirittura definita come un "Super-Ritratto" in quanto, esagerando aspetti peculiari che rendono quella persona unica rispetto alla generalità, porta l'opera caricaturale ad essere ritenuta più somigliante al soggetto reale del semplice ritratto artistico. Tale assunto vien fatto derivare da studi scientifici che parrebbero dimostrare che il nostro cervello risponde agli estremi (all'esagerazione) in maniera più intensa che rispetto ad ogni altra caratteristica.

## Storia

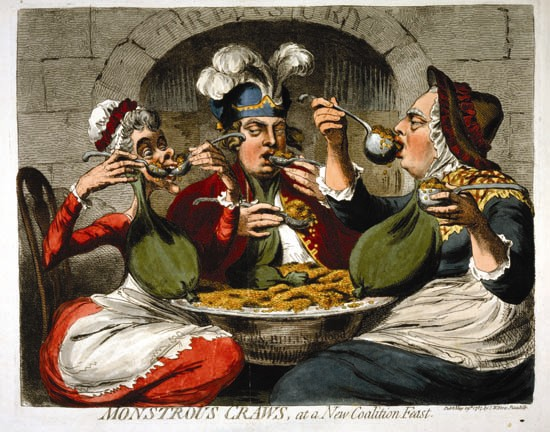
MONSTROUS CRAWS, at a New Coalition Feast (I membri della famiglia reale inglese siedono attorno ad una scodella piena di ghinee e se le versano in bocca con il mestolo. - Incisione all'acquatinta di James Gillray del 29 maggio 1787)

Le prime tracce documentate di spunti caricaturali vennero dagli antichi Egizi e dai Babilonesi, ma anche i Greci ed i Romani mostrarono apprezzabili esempi in alcuni affreschi e sculture.

La prima vera caratterizzazione caricaturale, la rintracciamo, infatti, intorno al V secolo a.C. proprio nella ceramica attica, dove vennero rappresentati personaggi colti e importanti raffigurati durante i loro momenti più imbarazzanti della giornata. In questo periodo apparvero raffigurazioni di uomini illustri ridotti a ridicoli omuncoli, come l'Esopo che dialoga con una grande volpe, quasi a rappresentare graficamente la satira proposta da Aristofane nelle Nuvole.

Anche a Roma non mancarono elementi farseschi e caricaturali sia nella ceramica e nei numerosi bronzi, talvolta scurrili, e soprattutto nei vertici di qualità artistica raggiunti con la fabula togata e l''atellana ai tempi di Silla o con i mimi dell'epoca cesariana.
In Asia, sia in Cina in epoca Tang sia in Giappone dall'XI secolo si sbizzarrirono di eseguire pitture e sculture sfocianti nel fenomeno dell'animalizzazione dei personaggi raffigurati. Nel Medioevo si diffuse il gusto del mostruoso, della deformazione e dell'orrido che troverà uno dei suoi migliori interpreti in Hieronymus Bosch. Da non trascurare le reiterate rappresentazioni ricche di fantasia e di un gusto orrido, con l'intento di contrapporre il bene al male, il brutto al bello.
Con Leonardo e Dürer iniziò una inversione di tendenza che riavvicinò maggiormente la caricatura all'umorismo bonario e che nel corso dei secoli venne portata avanti dai Carracci, dal Guercino fino a Callot e a Crespi.
La caricatura prese coscienza ed acquistò il valore di arte a sé grazie anche all'avvento degli strumenti tipografici e della litografia. Nacquero così le prime scuole nazionali in tutta l'Europa, da quella francese con caposcuola D'Alembert ispiratosi a Gian Lorenzo Bernini, a quella tedesca e inglese.

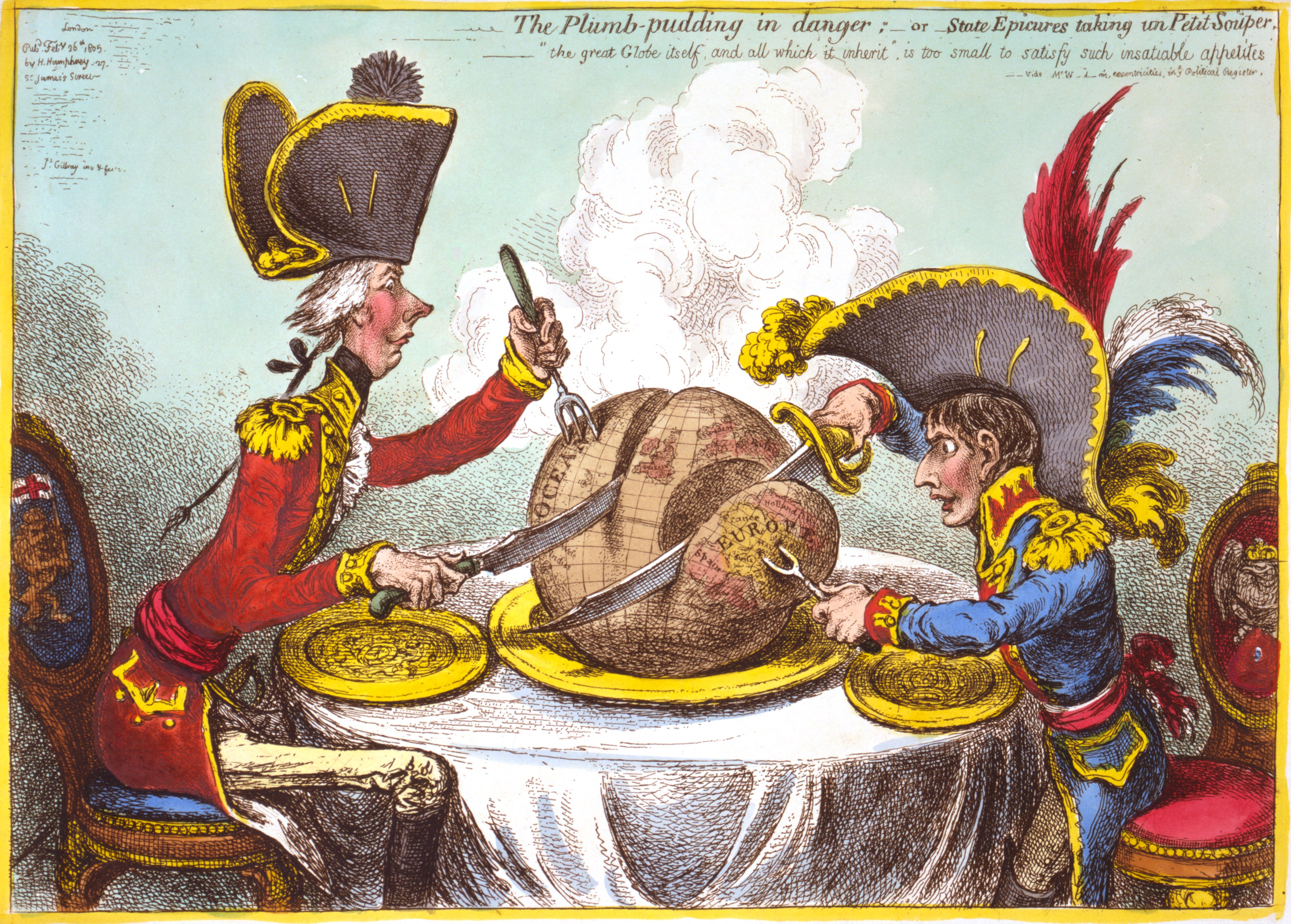
Caricatura del politico inglese Pitt e di Napoleone, mentre cercano di spartirsi il globo, 1805 di James Gillray

Nel Settecento la caricatura, derivante dal gusto del grottesco rinascimentale, trionfò anche grazie alle mutate condizioni sociali indotte dallo spirito illuministico. Dalla seconda metà del Settecento ai primi dell'Ottocento in Francia sorsero i primi giornali umoristici intitolati La Caricature (1830) e Charivari (1832), ed ai tempi della Rivoluzione la caricatura assunse i colori ed i toni degli argomenti politici. In quegli anni si misero in evidenza Daumier (1808-1879) e Paul Gavarni.
Se in Inghilterra si mise in evidenza la rivista Il Punch (1840), in Germania i caricaturisti seguirono la strada del sentiero umoristico fantastico e si tennero distanti dalle tematiche politiche.
Invece, in Italia nell'Ottocento e nel Novecento si imposero la caricatura politica, di costume e teatrale. Nel 1856 nacque a Torino Il Pasquino, presumibilmente per il desiderio di Cavour di offrire a Casimiro Teja una vetrina per diffondere le sue grandi doti, ma anche per motivi politici. Il Pasquino si rivelò anche l'unico giornale a sopravvivere per parecchi decenni, visto che chiuse i battenti nel 1930. Tra gli altri giornali ottocenteschi, vale la pena di citare la Rana di Bologna, attivo dal 1864 al 1900 e lo Spirito Folletto, nato a nel 1848 a Milano.

La caricatura italiana trovò nel Caffè Michelangelo fiorentino un luogo ideale ed emblematico di incontro dei più importanti esponenti, dal Signorini al De Nittis. Verso la fine del secolo venne fondato a Roma il giornale l'Asino, primo giornale socialista, che però durante la prima guerra mondiale divenne interventista e perse parzialmente i favori del pubblico.

Nel Novecento si misero in luce Gandolin, Ettore Nadiani, Trilussa e Giuseppe Scalarini, considerato l'ultimo esponente della vecchia guardia, fondatore del Merlin Cocai a Mantova.